# Сирбі (Вранча)
Сирбі (рум. Sârbi) — село у повіті Вранча в Румунії. Входить до складу комуни Цифешть.
Село розташоване на відстані 176 км на північний схід від Бухареста, 21 км на північний захід від Фокшан, 148 км на південь від Ясс, 89 км на північний захід від Галаца, 115 км на схід від Брашова.

## Населення
За даними перепису населення 2002 року у селі проживали 804 особи. Усі жителі села рідною мовою назвали румунську.
Національний склад населення села:
| Національність | Кількість осіб | Відсоток |
| -------------- | -------------- | -------- |
| румуни         | 798            | 99,3%    |
| цигани         | 5              | 0,6%     |